# Kerk van Nijehaske
De kerk van Nijehaske is een kerkgebouw in Heerenveen in de Nederlandse provincie Friesland.

## Beschrijving
De recht gesloten zaalkerk met geveltoren en aangebouwde consistoriekamer werd gebouwd in 1775. De kerk van Nijehaske staat sinds de gemeentelijke herindeling van 1934 in de plaats Heerenveen. Het orgel uit 1866 is gebouwd door L. van Dam en Zonen. In het kerkgebouw dat sinds 1997 geen kerkelijk functie meer heeft is een bedrijf gevestigd.

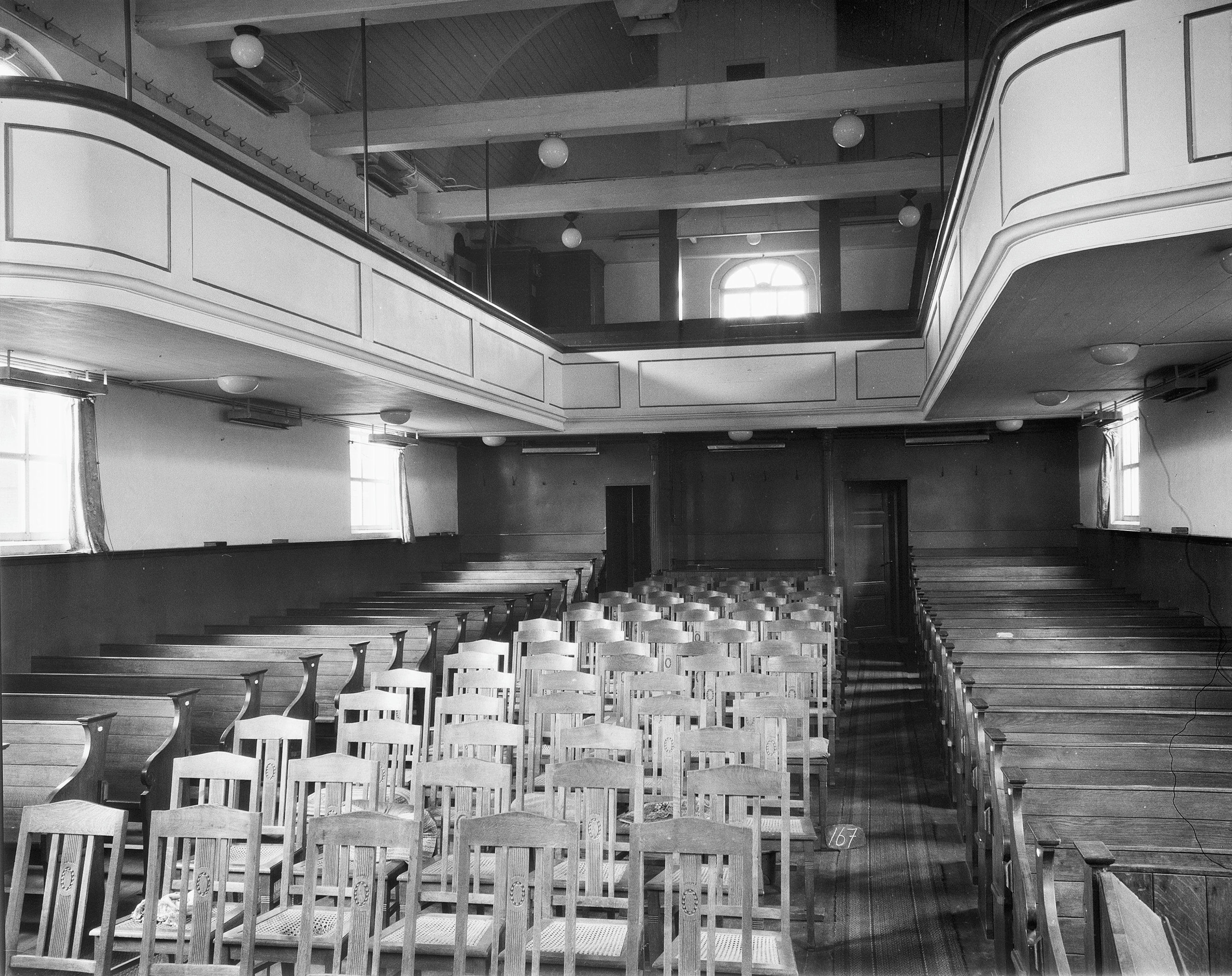
Interieur
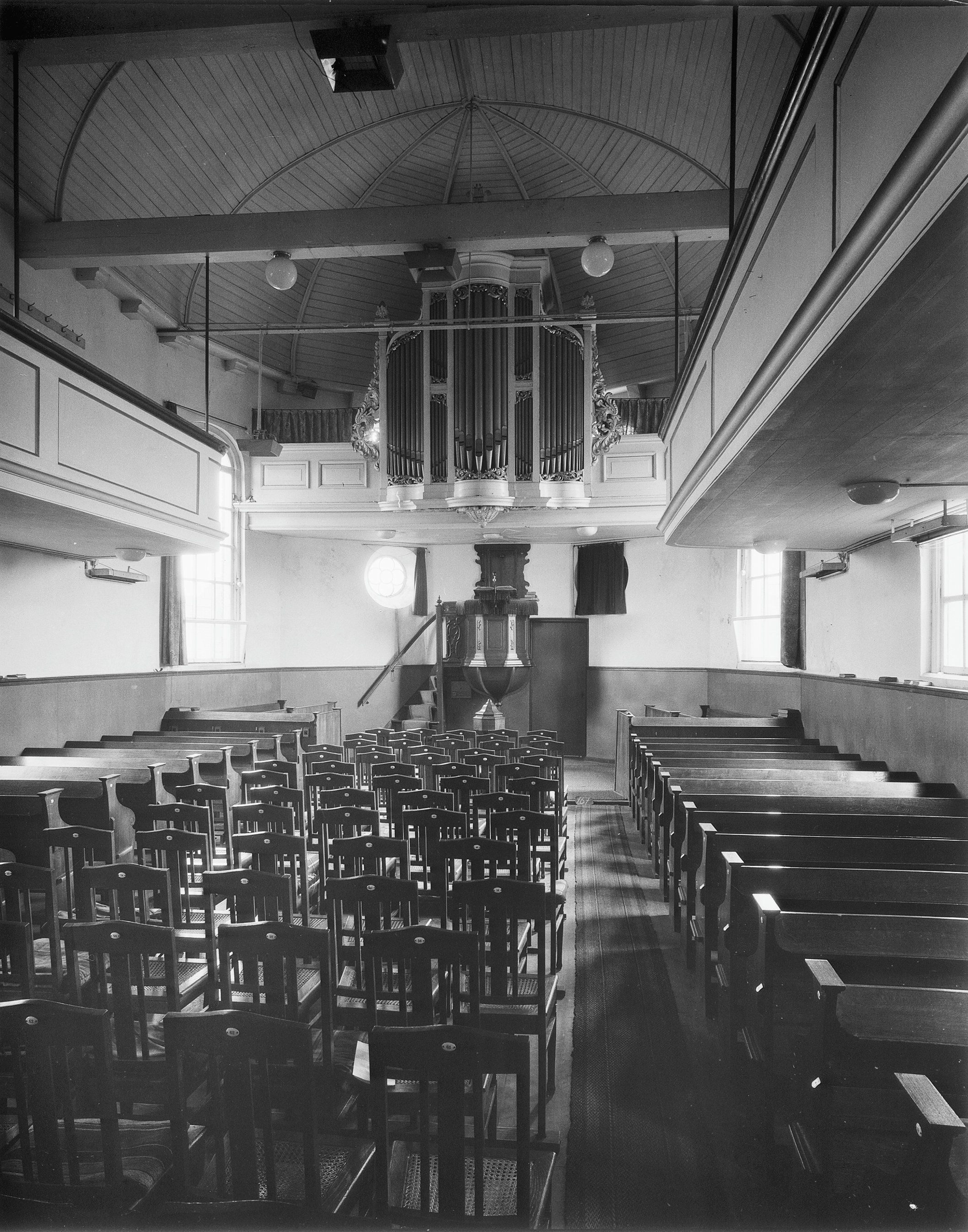
Interieur met orgel